# Luo Na
Luo Na (née le 8 octobre 1993) est une athlète chinoise, spécialiste du lancer du marteau.

## Carrière
Le 31 mars 2017, elle porte son record personnel à 70,66 m à Chengdu. En juillet, elle remporte le titre aux Championnats d'Asie et cela lui permet de lui sécuriser une place pour les Championnats du monde de Londres.
Le 26 mai 2018, elle porte son record à 75,02 m à Halle-sur-Saale, en Allemagne. Elle remporte le titre lors des Jeux asiatiques de 2018 avec un jet à 71,42 m, devant sa compatriote Wang Zheng (70,86 m).
Elle se classe 8e des championnats du monde 2019 avec 72,04 m.

## Palmarès
| Date | Compétition           | Lieu        | Résultat | Marque  |
| ---- | --------------------- | ----------- | -------- | ------- |
| 2017 | Championnats d'Asie   | Bhubaneswar | 1re      | 69,92 m |
| 2018 | Jeux asiatiques       | Jakarta     | 1re      | 71,42 m |
| 2018 | Coupe continentale    | Ostrava     | 4e       | 67,39 m |
| 2019 | Championnats d'Asie   | Doha        | 2e       | 72,23 m |
| 2019 | Championnats du monde | Doha        | 8e       | 72,04 m |
| 2022 | Championnats du monde | Eugene      | 8e       | 70,42 m |

## Records
| Épreuve           | Marque  | Lieu  | Date        |
| ----------------- | ------- | ----- | ----------- |
| Lancer du marteau | 75,02 m | Halle | 26 mai 2018 |